# Hemne kommun

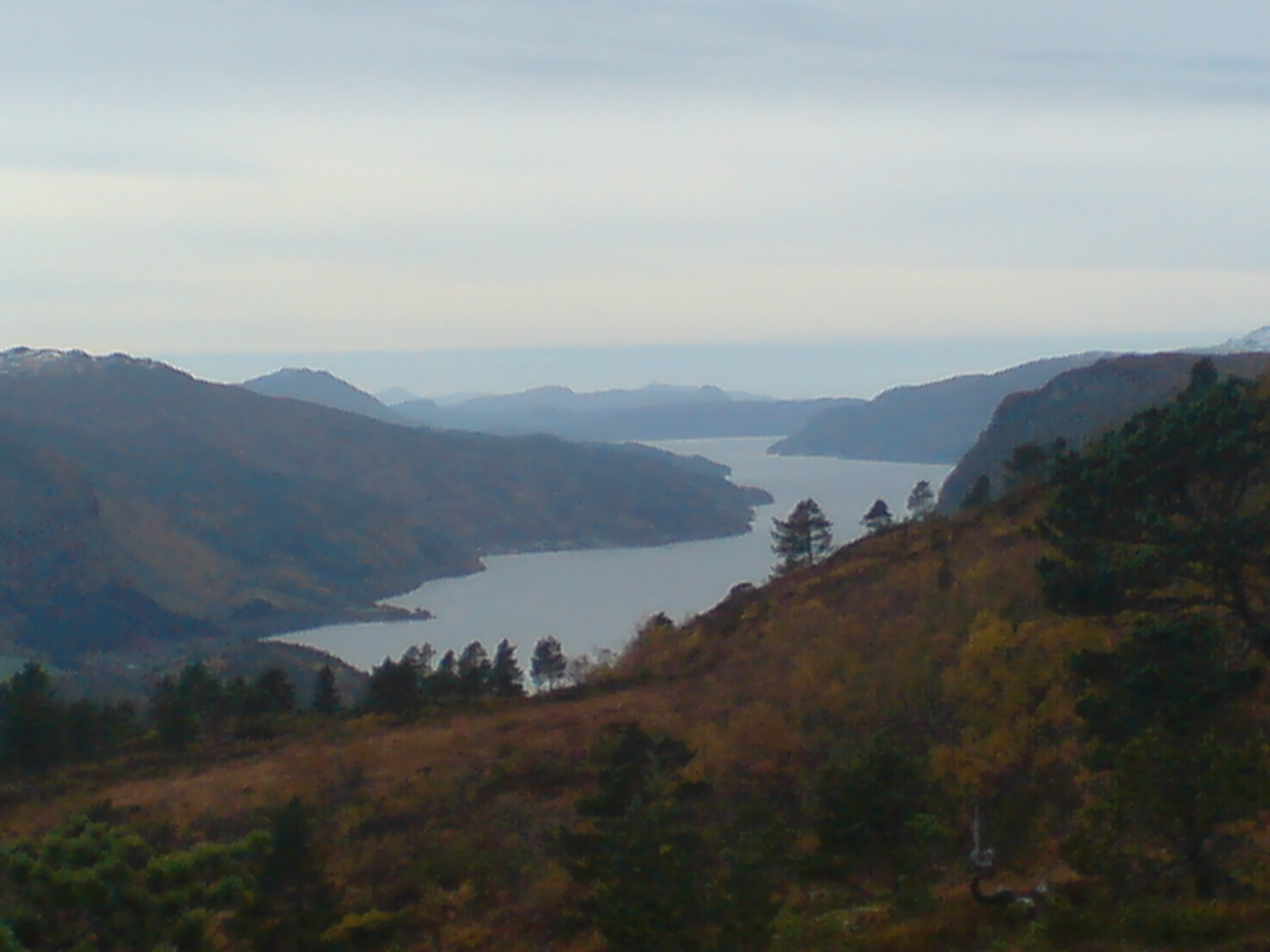
Vinjefjorden.

Hemne kommun (norska: Hemne kommune) var en kommun i Trøndelag fylke i Norge. Den gränsar i ost-nordost mot Snillfjords kommun och i söder mot Rindals kommun och Surnadals kommun. Den administrativa huvudorten var Kyrksæterøra.
Området Fossdalen i Rindals kommun, Møre och Romsdals fylke blev överförd till kommunen den 1 januari 2008.
Hemne kommun upphörde 31 december 2019 då den tillsammans med Halsa kommun samt en del av Snillfjords kommun (Vennastranda) bildade nya Heims kommun.